# Rechte Rheinstrecke
De Rechte Rheinstrecke is een spoorlijn in Duitsland, aan de rechterzijde van de Rijn. De naam betekent rechter Rijntracé. Voor gedetailleerde beschrijvingen zie:
- Spoorlijn Mülheim-Speldorf - Niederlahnstein
- Spoorlijn Wiesbaden Ost - Niederlahnstein